# Zuversichtskirche

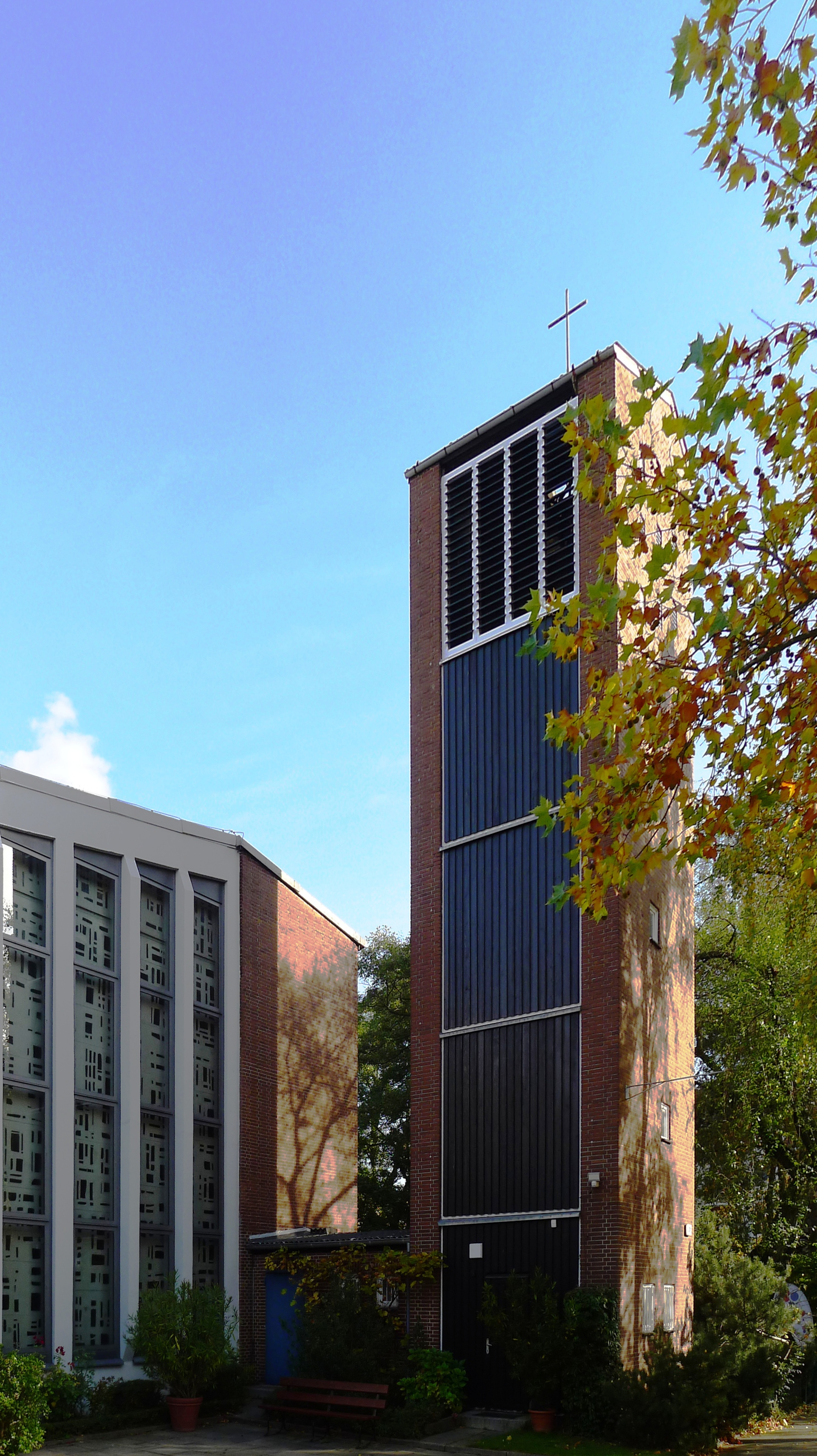
Zuversichtskirche Staaken

Die von Barbara und Wolfgang Vogt entworfene und am 29. Mai 1966 eingeweihte Zuversichtskirche, ein mit Ziegeln verblendeter Stahlbeton-Skelettbau, steht am Brunsbütteler Damm 312 im Ortsteil Staaken des Bezirks Spandau. Sie ist eine der drei Kirchen der Evangelischen Kirchengemeinde zu Staaken, neben der Dorfkirche Alt-Staaken und der Kirche im Gemeinwesenzentrum Heerstraße Nord. Die Kirche wurde am 31. Januar 2021 entwidmet.

## Geschichte
Im Jahr 1951 wurde Staaken im Rahmen eines Gebietstausches geteilt. Der westliche Teil kam zum Kreis Nauen der DDR, dafür erhielt Spandau ein von den Briten zum Ausbau des Flugplatzes Gatow benötigtes Gebiet. Die Dorfkirche Staaken lag nun jenseits der Grenze in dem von der DDR verwalteten Gebiet. Für die Einwohner West-Berlins war sie ohne Passierschein unzugänglich, daher wurde ein Gemeindezentrum für den auf West-Berliner Gebiet liegenden Gemeindeteil gebaut.

## Zukunft
Die Kirche wurde am 31. Januar 2021 entwidmet und sollte in der zweiten Jahreshälfte 2021 abgerissen werden. An ihrer Stelle sollte ab 2022 ein „Begegnungszentrum Zuversicht“ als Neubau entstehen. Aktuell (Stand: August 2025) sind Kirche und Gemeindezentrum abgerissen.

## Baubeschreibung
Der Gebäudekomplex aus drei Baukörpern gruppiert sich um einen angenähert quadratischen Hof. Im Norden liegen die Kirche und die Gemeinderäume, im Westen ein Wohngebäude mit Werkwohnungen und im Süden die ehemalige Kindertagesstätte, in der heute die Sozialstation untergebracht ist. Die Saalkirche hat einen rechteckigen Grundriss. Im Osten ist sie mit einem polygonalen Chor abgeschlossen. Das Innere des Kirchenschiffs enthält vier sichtbare Rahmen aus Stahlbeton, die das leicht geneigte Pultdach tragen, das vom Chor aus in Richtung Eingang abfällt. Das Pultdach des Chors senkt sich in Richtung Altarwand, sodass sich für den gesamten Baukörper ein flaches Satteldach ergibt. Die Deckenverkleidung besteht aus Brettern.
Die Wand der Südseite des Kirchenschiffs besteht aus Beton und enthält acht senkrechte Schlitze, in denen sich abstrakt bemalte Fenster befinden. Die übrigen Wände sind außen mit Klinkern verkleidet, innen verputzt.
Mit dem Altarraum durch die eingeschossige Sakristei verbunden, steht der 16 m hohe, fünfgeschossige Campanile auf quadratischem Grundriss. Sein flaches Satteldach ist wie das des Kirchengebäudes ausgerichtet.

## Glocken
In der Glockenstube hängt ein Geläut aus vier Bronzeglocken, das 1966 von der Glocken- und Kunstgießerei Rincker gegossen wurde.
| Glocke | Schlagton | Gewicht | Durchmesser | Höhe  | Inschrift                                                                        |
| ------ | --------- | ------- | ----------- | ----- | -------------------------------------------------------------------------------- |
| 1      | a'        | 426 kg  | 91 cm       | 73 cm | GOTT IST UNSERE ZUVERSICHT UND STÄRKE                                            |
| 2      | h'        | 294 kg  | 81 cm       | 65 cm | JESUS CHRISTUS GESTERN UND HEUTE UND DERSELBE AUCH IN EWIGKEIT                   |
| 3      | d"        | 207 kg  | 74 cm       | 54 cm | IHR WERDET DIE KRAFT DES HEILIGEN GEISTES EMPFANGEN UND WERDET MEINE ZEUGEN SEIN |
| 4      | e"        | 154 kg  | 65 cm       | 49 cm | WENN DER HERR NICHT DIE STADT BEHÜTET, SO WACHET DER WÄCHTER UMSONST             |

Die Glocken sollen nach Tansania zu einer Partnergemeinde verschifft werden.